# Bruno Duday
Bruno Duday (né le 14 mars 1880 à Sieradz, mort le 31 janvier 1946 à Berlin) est un producteur de cinéma allemand.

## Biographie
Il entre à l'académie militaire de Königsberg à la fin des années 1890 et entame une carrière d'officier en 1899. Duday participe à la Première Guerre mondiale et atteint le grade de major dans un régiment d'uhlans en 1919.
Au chômage à la fin de la guerre, il s'essaie à des professions commerciales, comme dans une banque à Ratisbonne. Il établit des contacts avec l'industrie cinématographique et commence à travailler comme directeur de production pour l'UFA en 1930. Dans ce rôle, il est impliqué dans de nombreuses productions UFA jusqu'en 1939, y compris des projets de prestige ou des films de propagande nazie.
En 1939, il quitte l'UFA à sa propre demande et redevient officier pendant la Seconde Guerre mondiale. À partir de 1940, il commande les camps de prisonniers de guerre à Lübben (Spreewald) et Friesack. Il réalise un long métrage auquel les prisonniers de guerre français participent en tant qu'acteurs.
À la fin de la guerre, Duday travaille de nouveau servi pour l'UFA, mais ne participe pas à un nouveau film. Après son internement, il meurt à Berlin-Tegel en raison de mauvaises conditions de détention.
Il se marie en troisième noces avec l'actrice hongroise Maria von Tasnady.

## Filmographie
- 1930 : Adieux
- 1930 : Rosenmontag
- 1930 : Das gestohlene Gesicht
- 1931 : Der falsche Ehemann
- 1931 : Kabarett-Programm (six parties)
- 1931 : Das Ekel
- 1931 : Das verlorene Paradies
- 1931 : Der Stumme von Portici
- 1931 : Meine Frau, die Hochstaplerin
- 1931 : On préfère l'huile de foie de morue (court métrage)
- 1932 : Der schwarze Husar
- 1932 : Der weiße Dämon
- 1932 : Stupéfiants
- 1932 : Es wird schon wieder besser
- 1932 : Ein toller Einfall
- 1932 : Wenn die Liebe Mode macht
- 1933 : Lachende Erben
- 1933 : Ein gewisser Herr Gran
- 1933 : Un certain monsieur Grant
- 1933 : Inge und die Millionen
- 1933 : Was wissen denn Männer
- 1934 : Einmal eine große Dame sein
- 1934 : Die Freundin eines großen Mannes
- 1934 : Un jour viendra
- 1934 : Ein Mann will nach Deutschland
- 1935 : Frischer Wind aus Kanada
- 1935 : Zigeunerbaron
- 1935 : Das Mädchen Johanna
- 1935 : Un homme de trop à bord
- 1935 : Der höhere Befehl
- 1935 : Le baron tzigane
- 1935 : Einer zuviel an Bord
- 1935 : Jonny, haute-couture
- 1936 : La Neuvième Symphonie
- 1936 : Du même titre
- 1937 : Menschen ohne Vaterland
- 1937 : La Chanson du souvenir
- 1937 : Paramatta, bagne de femmes
- 1937 : La Habanera
- 1938 : En fils de soie
- 1938 : La Belle Hongroise
- 1938 : Preußische Liebesgeschichte
- 1938 : Adrienne Lecouvreur
- 1939 : Die Geliebte (de)
- 1939 : Heimatland